# Тань Янькай
Тань Янькай ([tʰǎn jɛn kʰàɪ]; кит. яз. 譚延闓; 25 января 1880 — 22 сентября 1930) — китайский политик.

## Биография
Тан Янкай родился 25 января 1880 года в Ханчжоу в последние десятилетия правления династии Цин. Он был сыном цинского министра Тан Чжунлина. Член конституционалистской партии Лян Цичао, он выступал за парламент и ограниченную монархию. Когда после Синьхайской революции партия переименовала себя в Прогрессивную партию, он был одним из главных лидеров.
Он присоединился к Гоминьдану, став военным губернатором своей родной провинции. Он сохранял нейтралитет во время попытки Сунь Ятсена свергнуть президента Юань Шикая во время Второй революции 1913 года, но Юань все равно сместил его. Он вернулся к власти после смерти Юаня и привёл свою провинцию к сопротивлению Бэйянской армии в войне в защиту Конституции 1917 года, что спасло базу Сунь Ятсена в Гуандуне. После непродолжительной попытки возглавить федерализм его подчинённые вынудили его уйти в отставку. Когда Чэнь Цзюнмин был изгнан из Гуанчжоу, Сунь Ятсен назначил Таня министром внутренних дел.
Он занимал пост председателя национального правительства в течение первой половины Северного похода и снова во время его завершения. Он был членом уханьской фракции Ван Цзинвэя и стал первым международно признанным главой государства гоминьдановского правительства, базирующегося в Нанкине. Соединённые Штаты были первой крупной державой, признавшей 1 октября 1928 года, хотя они уже признали де-факто ещё в июле. После вступления в силу Органического закона о Двойном десятидневье его сменил Чан Кайши. Затем Тан стал премьер-министром, и этот пост он занимал до самой смерти.

## Смерть
Он похоронен на территории храма Линггу, недалеко от мавзолея Сунь Ятсена в Нанкине.

## Личная жизнь
Его дочь, Тан Сян [Чжан], вышла замуж за Чэнь Чэна.